# Koinon
Un koinon (grec ancien : κοινόν), parfois traduit par « confédération », « ligue » ou « assemblée », désigne un regroupement politique de cités ou un État fédéral dans la Grèce ancienne, souvent à l'échelle régionale. Ces structures, apparues au plus tard au début du VIIe siècle av. J.-C., se multiplient aux époques hellénistique et romaine.

## Origines et fondements
Les fondements des koina sont structurés par plusieurs intérêts communs à ses habitants. L'appartenance ethnique des habitants est primordiale, tout comme la pratique d'un culte commun. La gestion commune des institutions et des affaires de sécurité et de guerre permet également d'apporter une cohésion, mais a longtemps été inégale entre les différents koina.

## Histoire
Les premiers koina apparaissent au plus tard au début du VIIe siècle av. J.-C. en Thessalie, en Étolie et dans certaines régions de Macédoine ou d'Épire.

## Des structures politiques puissantes
Bien que dominés par les cités libres et les états dynastiques (les achéens ont du se débarrasser de l'occupation des forces macédoniennes du royaume Antigonide pour pouvoir se développer), certains koina sont parvenus à se structurer en forces politiques, économiques, diplomatiques et militaires importantes dans le monde grec, notamment à l'époque hellénistique. Les koina sont des structures fédérales, c'est-à-dire qu'elles regroupent plusieurs cités au sein d'un ensemble uni, doté d'administrations centrales ayant un rôle décisionnaire pour l'ensemble des cités membres. Ces administrations disposent de fonctionnaires qui leur sont propres, qui ne sont pas les mêmes que ceux gérant les cités membres. Cette centralisation des pouvoirs est confirmée par la présence d'une monnaie, d'une armée et d'une législation commune, dans les koina étolien et achéen notamment. Les armées de celles-ci n'étaient pas des plus importantes (environ 15 000 soldats pour les étoliens et un peu plus de 3 000 pour les achéens), et les cités conservent des milices d'autodéfense propres en parallèle de cette armée fédérale. On note également des structures intermédiaires entre les cités et le système fédéral, des districts, qui disposait d'une autorité supérieure à celle des cités. Les citoyens sont dotés, dans le cas du koinon étolien, d'une double citoyenneté, mêlant la citoyenneté civique, provenant de la cité d'appartenance de celui-ci, et d'une citoyenneté fédérale, leur permettant de voter aux élections de la cité comme à l'Ecclesia du Koinon, une fois par an dans le cas étolien.
La confédération étolienne fut ainsi respectée pour sa puissance, puisqu'elle est parvenue à contrôler le sanctuaire de Delphes.

## Koina notables
- Ligue de Délos, centrée sur Athènes
- Ligue du Péloponnèse, centrée sur Sparte
- Confédération ionienne (grec ancien : Τὸ Κοινὸν τῶν Ἰώνων, tò koïnòn tỗn Iốnôn)
- Ligue maritime de Calaurie, centrée sur Calaurie. Fondé à l'époque archaïque, à la fin du VIIIe siècle av. J.-C. ou au début du siècle suivant, c'est le plus ancien koinon connu.
- Ligue chalcidienne (grec ancien : Κοινόν τῶν Χαλκιδέων, Koinon tōn Chalkideōn)
- Ligue épirote (grec ancien : Κοινὸν Ἠπειρωτῶν, Koinòn Ēpeirōtôn)
- Ligue des Nésiotes (grec ancien : τὸ κοινὸν τῶν νησιωτῶν, to koinon tōn nēsiōtōn)
- Les quatre koina crétois: La Ligue de Cnossos, la Ligue de Gortyne, la Ligue de Phaistos, la Ligue des montagnes.
- Assemblée des Macédoniens (grec ancien : Τὸ Κοινὸν Μακεδόνων / Tó Koïnón Makedónôn)
- Confédération lycienne
- Ligue étolienne (grec ancien : τὸ κοινὸν τῶν Αἰτωλῶν)
- Ligue achéenne (grec ancien : τὸ Ἀχαϊκόν / tò Achaïkón)
- Confédération béotienne, centrée sur Thèbes
- Confédération d'Athéna Ilias, ou koinon de Troade (dans la région de Troade, centrée sur Troie)[5],[6],[7],[8],[9],[10].